# Martin Mystère (serie animata)
Martin Mystère, è una serie animata televisiva franco-canadese-italiana prodotta da Rai Fiction, Marathon Animation e Image Entertainment Corporation nel 2003. La serie è liberamente ispirata al fumetto Martin Mystère creato da Alfredo Castelli e Giancarlo Alessandrini, sebbene rispetto all'originale questa serie presenti un tono molto più scanzonato e semplice, considerando soprattutto il pubblico giovanile a cui è rivolto.

## Trama
La serie reinventa i personaggi di Martin Mystere e Diana Lombard, come studenti presso la Torrington Academy, un college di Sherbrooke, Québec; oltre alla loro normale vita da studenti, i due lavorano per "Il Centro", una organizzazione segreta che protegge la gente da alieni e forze soprannaturali. Non tutti coloro che lavorano per "Il Centro", tuttavia sono umani, come il piccolo alieno verde Billy o Java, uomo delle caverne di 200.000 anni prima, e guardia del corpo personale di Martin e Diana. Così formato, il gruppo affronta una serie di missioni per svelare misteri affrontando mostri e creature sovrannaturali.

## Personaggi

### Personaggi principali
- Martin Mystère: Martin è un apparentemente normale sedicenne, con una sfrenata passione per il sovrannaturale. Dopo aver involontariamente risolto un caso soprannaturale, viene ingaggiato dall'istituto di investigazione sul paranormale "Il Centro". Sia al lavoro che a scuola, Martin è sempre un ragazzo iperattivo e un po' immaturo. Porta sempre al polso sinistro un U-Watch.

Doppiato da Corrado Conforti (st. 1-2), Simone Crisari (st. 3).
- Diana Lombard: Diana sembra essere l'unico elemento di serietà nella vita di Martin, che non fa altro che prenderla in giro. È anche molto coraggiosa e razionale, e al contrario di Martin, tende a cercare la logicità nelle situazioni, anziché lasciarsi andare ad ipotesi sovrannaturali.

Doppiata da Monica Ward.
- Java: Java è un cavernicolo di 200 000 anni fa, amico di Martin e Diana, che lavora al Torrington come cuoco e bidello. Assiste i due nelle loro investigazioni, dato che la sua immensa forza si rivela sempre molto utile nel corso delle missioni.

Doppiato da Massimiliano Plinio.
- M.O.M.: Direttrice del "Centro", sovrintende le investigazioni. Le incredibili capacità di Martin, lo rendono il suo agente preferito, benché preferisca averci a che fare il minimo indispensabile. Seria e rigida, prima di lavorare al "Centro", M.O.M lavorava in un chiosco di gelati. L'acronimo "M.O.M." sta per "Mystery Organization Manager".

Doppiata da Antonella Giannini.
- Billy: È un minuscolo alieno verde, che lavora per il "Centro", come segretario personale di M.O.M., e lo si vede spesso muoversi a bordo del suo piccolo UFO. Il suo ruolo è quello di dare informazioni a Martin, Diana e Java, e analizzare gli oggetti che vengono rinvenuti. È un alieno pacifista, arrivato sulla Terra nel 1947 nell'incidente di Roswell. Si scoprirà con l'avanzare della serie che in passato Billy si chiamava Ganthar ed era a capo di un esercito di sanguinari conquistatori, responsabili della distruzione di innumerevoli pianeti. L'aspetto originale di Billy era quello di un gigantesco e mostruoso orco alieno, dotato di una immensa forza e di grandi poteri. La continua distruzione dei pianeti, negli anni, causarono a Billy un forte stress emotivo, vergognandosi dei mali compiuti, decise infine di abbandonare il suo esercito e cambiare vita. Rinnegando il suo passato, all'arrivo sulla Terra con i suoi poteri ha assunto il minuto aspetto attuale generando una sua nuova personalità pacifica, unendosi infine al Centro. Anni dopo si ritrova a fare i conti con il suo passato quando i suoi ex alleati arrivano sulla Terra per distruggerla. Spronato da Martin alla fine Billy riacquista il suo aspetto originale per fare uso dei suoi enormi poteri per fermare i suoi ex alleati che distrugge insieme al resto dell'esercito alieno salvando così il pianeta. Vinta la battaglia Billy torna alla sua forma minuta per continuare a vivere in quella forma pacifica. Successivamente decide di iscriversi alla scuola di Martin per stare al suo fianco utilizzando un apposito dispositivo per assumere l'aspetto di un ragazzo umano.

Doppiato da Monica Bertolotti.

### Personaggi secondari
- Jenni Anderson è un personaggio che appare unicamente nel cartone animato. Studentessa della Torrington Academy, è sempre desiderata dai ragazzi della scuola per il suo fascino ammaliante, soprattutto da Martin.

Doppiata da Monica Bertolotti
- Marvin è rivale di Martin. Figlio di un pilota, Marvin ama l'estremo, dicendo che gli piace la scarica di adrenalina che deriva da tali attività. Alcune delle sue attività includono l'arrampicata su roccia in Himalaya, il parasailing sulla Grande Barriera Corallina, lo street-lugging sull'autostrada tedesca il kayak nella giungla e lo snowboard lungo la parete del K2. I suoi talenti e la sua popolarità lo fanno adulare tutti a scuola, rendendo Martin geloso. Viene reclutato per lavorare per il "Centro", cosa che infastidisce Martin. Alla fine viene relegato nella struttura del Polo Sud del Centro a causa della sua negligenza in una missione precedente e incolpa Martin delle sue sfortunate circostanze.

Doppiato da Andrea Mete

## Riferimenti nel fumetto
La serie animata esiste anche nell'universo narrativo di Martin Mystère, e nello Speciale n 25 I misteri di Torrington si scopre che in questo è stata ispirata da alcuni avvenimenti risalenti agli anni cinquanta che avevano riguardato il giovane Martin e un suo amico divenuto poi sceneggiatore della serie.